# Anairetes nigrocristatus
Anairetes nigrocristatus е вид птица от семейство Tyrannidae.

## Разпространение
Видът е разпространен в Еквадор и Перу.